# Gravity (песня Овига)
«Gravity» (с англ. — «Притяжение») — песня киприотского певца Овига Демирчяна, представленная на конкурсе «Евровидение-2017» в Киеве.

## Евровидение
21 октября 2016 года Овиг был официально объявлен представителем Кипра на «Евровидении» в следующем году. Музыкальное видео к песне было выпущено 1 марта 2017 года. Овиг выступал в первом полуфинале, прошёл в финал и, набрав 68 очков, получил 21 место в конкурсе «Евровидения».

## Композиция
| №  | Название  | Автор(ы)    | Длительность |
| -- | --------- | ----------- | ------------ |
| 1. | «Gravity» | Томас Г:сон | 2:59         |

## Позиции в чартах
| Страна                     | Высшая позиция |
| -------------------------- | -------------- |
| Бельгия (Ultratop)         | 101            |
| Швеция (Sverigetopplistan) | 11             |